# Elkader
Elkader is een plaats (city) in de Amerikaanse staat Iowa, en valt bestuurlijk gezien onder Clayton County. De plaats werd genoemd naar Abd al-Kader.

## Demografie
Bij de volkstelling in 2000 werd het aantal inwoners vastgesteld op 1465. In 2006 is het aantal inwoners door het United States Census Bureau geschat op 1374, een daling van 91 (-6,2%).

## Geografie
Volgens het United States Census Bureau beslaat de plaats een oppervlakte van 3,6 km², geheel bestaande uit land. Elkader ligt op ongeveer 236 m boven zeeniveau.

## Plaatsen in de nabije omgeving
De onderstaande figuur toont nabijgelegen plaatsen in een straal van 16 km rond Elkader.